# Spermacoce schlechteri
Spermacoce schlechteri là một loài thực vật có hoa trong họ Thiến thảo. Loài này được K.Schum. ex Verdc. miêu tả khoa học đầu tiên năm 1989.